# 阿爾皮格利亞斯峰
46°44′3.4″N 10°7′3.6″E / 46.734278°N 10.117667°E
阿爾皮格利亞斯峰（Piz d'Arpiglias）是瑞士的山峰，位於該國東南部，由格勞賓登州負責管轄，屬於塞斯文納山脈的一部分，海拔高度3,027米，每年平均降雨量1,367毫米。